# 21-я дивизия подводных лодок Тихоокеанского флота
21-я дивизия подводных лодок (21 ДиПЛ) — соединение подводных лодок Тихоокеанского флота ВМФ СССР и России, существовавшее в 1977—1995 годах. Базировалась на бухту Павловского, входила в состав 4-й флотилии подводных лодок. Основу вооружения дивизии составляли шесть РПКСН проекта 667Б «Мурена».

## История

РПКСН проекта 667Б «Мурена». Длина 139 м, водоизмещение 8900/13700 т, 12 БРПЛ Р-29 с дальностью стрельбы до 7800 км

К концу 1970-х годов в составе Тихоокеанского флота ВМФ СССР имелись две дивизии стратегических атомных подводных лодок с баллистическими ракетами, 8-я дивизия была вооружена АПЛ проекта 667АУ, а 25-я дивизия планировалась к перевооружению АПЛ проекта 667БДР северодвинской постройки из состава 13-й дивизии подводных лодок Северного флота. В этой связи в Оперативном управлении флота было принято решение о формировании новой дивизии стратегических атомных подводных лодок с базированием в Приморском крае, где имелась обустроенная бухта Павловского, и сведении в ней АПЛ проекта 667Б, которые в то время активно строились на заводе № 199 в Комсомольске-на-Амуре.

Вход в подземную базу-убежище подводных лодок в бухте Павловского, 2015 год

21-я дивизия была сформирована 30 августа 1977 года на базе 26-й дивизии подводных лодок, первыми подводными лодками в её составе стали переданные из 26-й ДиПЛ К-497 и К-500, в октябре того же года к ним добавилась К-512. От флотских остряков эти три корабля получили прозвища, соответственно, «Недолив», «Пол-литра» и «Перелив».
Штатная численность кораблей в дивизии составляла 8 единиц, в том числе боеготовых — 70 %, фактическая численность была ниже. В 1978 году 21-я дивизия вошла в состав сформированной 4-й флотилии подводных лодок. В это же время в северной части бухты Павловского активно велось строительство подземного комплекса для проведения ремонтов РПКСН проекта 667Б. В связи с принятием договоров ОСВ подземный комплекс не был закончен, и из его состава эксплуатировался лишь достроенный в первую очередь командный пункт.
В 1978 году в состав дивизии вошли свежепостроенные К-523 и К-530, в 1979 году из 25-й дивизии была передана К-477, в 1984 году оттуда же прибыла К-417.
Служба кораблей 21-й ДиПЛ, как и всего класса РПКСН, отличалась высокой интенсивностью, для большинства из них были сформированы по два экипажа, а использование велось по т. н. «Циклу» использования кораблей для несения боевой службы в районах боевого патрулирования, включавшему боевую службу, межпоходовый ремонт и подготовку к следующей боевой службе, причём «Цикл» имел расписание с точностью до часа и контролировался на уровне ЦК КПСС.
Районы боевого дежурства РПКСН 21-й дивизии простирались от Гавайских островов до северной части Тихого океана, выход на боевую службу осуществлялся через Татарский пролив, в том числе подо льдом. Обеспечение боевой устойчивости кораблей в Японском море осуществлялось силами соседней 26-й ДиПЛ, которая для этого была перевооружена АПЛ второго поколения.
В 1982 году К-417 выполнила залповую стрельбу — запустила две одиночные ракеты, а затем четыре ракеты залпом, из которых последняя не стартовала из-за нарушений в подготовке на ракетно-технической базе. В 1987 году К-512 в течение 32 суток несла боевую службу в погружённом состоянии без хода на «жидком грунте». В 1988 году К-477 в течение недели несла боевую службу в погружённом состоянии без хода с покладкой носовой части на грунт.
К середине 1990-х годов в бухту Павловского для отстоя были переведены с Камчатки несколько АПЛ проекта 667А, организационно вошедшие в состав 21-й дивизии.
В сентябре 1995 года 21-я дивизия подводных лодок была расформирована, а её подводные лодки были переданы 26-й дивизии, из них боеготовыми на тот момент оставались только две — К-500 и К-530.
| Наименование | Проект              | Предыдущая служба     | Период в строю | Дальнейшая служба                              |
| ------------ | ------------------- | --------------------- | -------------- | ---------------------------------------------- |
| К-500        | РПКСН проекта 667Б  | Переданы из 26-й ДиПЛ | 1977—1994      | При расформировании дивизии переданы 26-й ДиПЛ |
| К-497        | РПКСН проекта 667Б  | Переданы из 26-й ДиПЛ | 1977—1994      | При расформировании дивизии переданы 26-й ДиПЛ |
| К-512        | РПКСН проекта 667Б  | Построены (ЗЛК)       | 1977—1994      | При расформировании дивизии переданы 26-й ДиПЛ |
| К-523        | РПКСН проекта 667Б  | Построены (ЗЛК)       | 1978—1994      | При расформировании дивизии переданы 26-й ДиПЛ |
| К-530        | РПКСН проекта 667Б  | Построены (ЗЛК)       | 1978—1994      | При расформировании дивизии переданы 26-й ДиПЛ |
| К-477        | РПКСН проекта 667Б  | Переданы из 25-й ДиПЛ | 1979—1994      | При расформировании дивизии переданы 26-й ДиПЛ |
| К-417        | РПКСН проекта 667Б  | Переданы из 25-й ДиПЛ | 1984—1994      | При расформировании дивизии переданы 26-й ДиПЛ |
| К-434        | РПКСН проекта 667АУ | Переданы из 8-й ДиПЛ  | 1978—1989      | Выведены из состава флота                      |
| К-415        | РПКСН проекта 667АУ | Переданы из 8-й ДиПЛ  | 1981—1988      | Выведены из состава флота                      |
| К-389        | РПКСН проекта 667АУ | Переданы из 8-й ДиПЛ  | 1988—1990      | Выведены из состава флота                      |
| К-436        | РПКСН проекта 667АУ | Переданы из 8-й ДиПЛ  | 1984—1994      | При расформировании дивизии переданы 26-й ДиПЛ |
| К-430        | РПКСН проекта 667АУ | Передана из 25-й ДиПЛ | 1994           | При расформировании дивизии переданы 26-й ДиПЛ |

## Командиры
- 1977—1980: Парамонов Эдуард Николаевич;
- 1980—1983: Тимирханов Ренат Гафанович;
- 1984—1987: Бондарев Владимир Петрович;
- 1991—1992: Довженко Владимир Николаевич;
- 1992—1994: Нещерет Александр Иванович;
- 1994: Поляков Александр Иванович — в дальнейшем командир 26-й ДиПЛ.